# Nicholasville
Nicholasville è una città degli Stati Uniti d'America, nella contea di Jessamine, nello Stato del Kentucky.